# Yaxi (köpinghuvudort i Kina, Jiangsu Sheng, lat 31,37, long 119,16)
Yaxi (kinesiska: 桠溪, 桠溪镇) är en köpinghuvudort i Kina. Den ligger i provinsen Jiangsu, i den östra delen av landet, omkring 85 kilometer sydost om provinshuvudstaden Nanjing. Antalet invånare är 55 393. Befolkningen består av 27 449 kvinnor och 27 944 män. Barn under 15 år utgör 11,0 %, vuxna 15-64 år 74 %, och äldre över 65 år 14,0 %.
Runt Yaxi är det tätbefolkat, med 356 invånare per kvadratkilometer. Närmaste större samhälle är Shezhu, 12,1 km sydost om Yaxi. Trakten runt Yaxi består till största delen av jordbruksmark.
Genomsnittlig årsnederbörd är 1 538 millimeter. Den regnigaste månaden är juli, med i genomsnitt 254 mm nederbörd, och den torraste är december, med 48 mm nederbörd.